# 学校劇
学校劇（がっこうげき）は、学校の児童・生徒によって演じられる演劇。主に小学校・中学校の学校教育の一環として行われる。高等学校では「学校演劇」、大学では「学生演劇」と呼称を区別する場合がある。

## 概要
演劇史においては、15〜16世紀のルネサンス期の人文主義のもと、ラテン語学校の生徒が演じた演劇のことを指し、ローマ喜劇などが演じられた。メランヒトンやルターもラテン語学校劇を推奨した。17世紀にはコメニウスが著書『遊戯学校(Schola ludus)』（1654年）において演劇教育の有用性を主張し、近代教育のなかに位置づけた。
日本においては明治40年代に余興としての学芸会が広まり、1903年（明治36年）には前年にドイツから帰国した巌谷小波が子供自身が演じる「学校芝居」を提唱した。1918年（大正7年）には小原國芳が子供の真善美と創造力を養う総合芸術として「学校劇」を提唱、推進し、坪内逍遙による児童劇運動も普及を後押しした。
学校劇と名付けた理由については、『教育とわが生涯　小原國芳』（南日本新聞社編／玉川大学出版部　1977年）に次のように記載されている。
1923年（大正12年）には小原の『学校劇論』が刊行されたが、翌年、文部大臣訓令により学校劇が禁止され（通称「学校劇禁止令」）、第二次世界大戦後まで活動は抑圧された。そんな中でも1932年（昭和7年）に落合聡三郎、加藤光、米谷義郎らにより「学校劇研究会」が設立され、1937年（昭和12年）には「日本学校劇連盟」が結成された。
戦後、視聴覚教育が重視されるようになると学校劇も盛んになり、1955年（昭和30年）8月には神田の一橋国民劇場で第1回全国高等学校演劇大会が開催、以後毎年夏に全国大会がひらかれるようになった。また「日本演劇教育連盟」、「日本児童演劇協会」などの研究組織が生まれ、落合聡三郎、冨田博之、岡田陽といった人らが活躍した。

## 参考資料
- 小原國芳『思想問題と教育,学校劇論』(小原國芳全集　第9巻)玉川大学出版部　1963年